# Archilestes latialatus
Archilestes latialatus är en trollsländeart som beskrevs av Donnelly 1981. Archilestes latialatus ingår i släktet Archilestes och familjen glansflicksländor. Inga underarter finns listade i Catalogue of Life.